# Heterospingus xanthopygius
Heterospingus xanthopygius е вид птица от семейство Тангарови (Thraupidae).

## Разпространение
Видът е разпространен в Еквадор, Колумбия и Панама.